# Bronwyn Mayer
Pour les articles homonymes, voir Mayer.
Bronwyn Mayer, née le 3 juillet 1974 à Sydney, est une joueuse de water-polo australienne.
Joueuse de l'équipe d'Australie de water-polo féminin, elle est sacrée championne olympique aux Jeux d'été de 2000 à Sydney. Elle est la cousine de la joueuse de water-polo Taryn Woods.